# Hudegrunden, Vesterbro
Hudegrunden, Vesterbroer en dansk dokumentarfilm fra 1974 med instruktion og manuskript af Nils Vest.

## Handling
I en nedslidt del af Vesterbro etablerede man i 1970 en anderledes institution for kvarterets børn: byggelegepladsen "Hudegrunden", opkaldt efter en nedlagt oplagsplads for huder fra slagtede dyr i Kødbyen. Det vakte stor opsigt, da man til den nye institution søgte efter en pædagog med en marxistisk livsindstilling. Filmen fortæller om oprettelsen og det daglige arbejde i begyndelsen af 1970'erne.

## Medvirkende
- Jesper Klein
- Gerda Møller
- Agda Johansen
- Jørgen Tved
- Henning Hansen (Vesterbro Huslejerforening)
- Leo Vikkelsøe
- pædagoger, børn og forældre ved Hudegrundens Byggelegeplads i 1973[2]